# 苏伟平
苏伟平（1965年10月—），男，安徽泾县人，享受国务院政府特殊津贴专家，现任中国科学院福建物质结构研究所研究员、博士生导师。

## 生平
1983年毕业于安徽师范大学化学系。1987年毕业于安徽教育学院（现合肥师范学院）化学系，1999年在中国科学院福建物质结构研究所获博士学位，博士毕业后留所工作。现任中国科学院福建物质结构研究所二级研究员、博士生导师、课题组长，上海科技大学特聘教授。
主要从事新型有机合成方法学的研究，发表论文100多篇。主持国家杰出青年基金项目、国家自然科学基金面上/重点项目、科技部973项目和科技支撑项目、中科院先导A项目、福建省科学基金重点基金等多项研究课题，研究成果先后获中科院自然科学二等奖（第四完成人）、中科院自然科学一等奖（第五完成人）、国家自然科学二等奖（第五完成人）、福建省自然科学一等奖（第一完成人）。入选2014年度新世纪百千万人才工程国家级人选、2017年度福建省创新人才等人才专项。